# Taihei Katō
Taihei Katō (jap. 加藤大平 Katō Taihei; ur. 30 lipca 1984 w Wassamu) – japoński narciarz, specjalista kombinacji norweskiej. Złoty medalista mistrzostw świata (2009), dwukrotny olimpijczyk (2010 i 2014).

## Kariera
Po raz pierwszy na arenie międzynarodowej Taihei Katō pojawił się 7 stycznia 2003 roku w zawodach Pucharu Świata B (obecnie Puchar Kontynentalny) w Štrbskim Plesie. Zajął tam 38. miejsce w sprincie. Miesiąc później wystartował na mistrzostwach świata juniorów w Sollefteå, gdzie był ósmy w konkursie drużynowym, a w sprincie zajął 36. miejsce. Rok później, podczas mistrzostw świata juniorów w Stryn wraz z kolegami był jedenasty, a indywidualnie plasował się na początku trzeciej dziesiątki.
W zawodach Pucharu Kontynentalnego najlepsze wyniki osiągnął w sezonie 2007/2008, który ukończył na ósmej pozycji w klasyfikacji generalnej. Na podium stanął raz - 22 grudnia 2007 roku w Vuokatti był trzeci w sprincie huraganowym. Również w sezonie 2005/2006 uplasował się na podium: 11 marca 2006 roku w Vuokatti był drugi w sprincie, ustępując tylko reprezentantowi Niemiec Florianowi Schillingerowi.
W Pucharze Świata zadebiutował 9 marca 2007 roku w Lahti, gdzie zajął 29. miejsce w konkursie rozegranym metodą Gundersena. Tym samym już w swoim debiucie wywalczył pierwsze pucharowe punkty. Dzień później zajął 27. miejsce w sprincie, co w klasyfikacji generalnej dało mu 50. pozycję. Najlepsze wyniki osiągnął w sezonie 2011/2012, który ukończył na 25. miejscu. Wtedy też po raz pierwszy stanął na podium zawodów pucharowych - 10 marca 2012 roku w Oslo zajął trzecie miejsce w Gundersenie, ulegając Amerykaninowi Bryanowi Fletcherowi i Norwegowi Mikko Kokslienowi.
W 2007 roku Katō wziął udział w mistrzostwach świata w Sapporo, gdzie był ósmy w sztafecie, a w startach indywidualnych plasował się na przełomie trzeciej i czwartej dziesiątki. Dwa lata później, podczas mistrzostw świata w Libercu wspólnie z Yūsuke Minato, Akito Watabe i Norihito Kobayashim osiągnął największy sukces w swojej karierze zdobywając złoty medal w sztafecie. Po skokach Japończycy zajmowali dopiero piąte miejsce, tracąc do prowadzących Francuzów 24 sekundy. Na trasie biegu zdołali wyprzedzić wszystkich rywali, choć na metę biegnący na ostatniej zmianie Kobayashi wpadł razem z reprezentantem Niemiec. O kolejności zdecydowała fotokomórka, strata Niemców wyniosła mniej niż sekundę; trzecie miejsce zajęli Norwegowie ze startą 3.6 sekundy. Indywidualnie Taihei zajął 27. miejsce w starcie masowym i 23. miejsce w Gundersenie. Podczas mistrzostw świata w Oslo w 2011 roku startował tylko na dużej skoczni indywidualnie zajmując 25. miejsce, a w sztafecie był piąty. Startował ponadto na igrzyskach olimpijskich w Vancouver w 2010 roku zajmując szóste miejsce w drużynie oraz miejsca pod koniec trzeciej dziesiątki w startach indywidualnych.
Po sezonie 2017/2018 zakończył karierę sportową.

## Osiągnięcia

### Igrzyska olimpijskie
| Miejsce | Dzień     | Rok  | Miejscowość | Konkurencja           | Wynik zwycięzcy | Strata  | Zwycięzca           |
| ------- | --------- | ---- | ----------- | --------------------- | --------------- | ------- | ------------------- |
| 24.     | 14 lutego | 2010 | Vancouver   | Gundersen HS106/10 km | 25:47,1         | +1:22,8 | Jason Lamy Chappuis |
| 6.      | 23 lutego | 2010 | Vancouver   | Sztafeta HS140/4x5 km | 49:31,6         | +1:14,2 | Austria             |
| 30.     | 25 lutego | 2010 | Vancouver   | Gundersen HS140/10 km | 25:32,9         | +3:05,1 | Bill Demong         |
| 31.     | 12 lutego | 2014 | Soczi       | Gundersen HS106/10 km | 23:50,2         | +2:24,8 | Eric Frenzel        |
| DNS     | 18 lutego | 2014 | Soczi       | Gundersen HS140/10 km | 23:27,5         | -       | Jørgen Gråbak       |

### Mistrzostwa świata
| Miejsce | Dzień     | Rok  | Miejscowość | Konkurencja              | Wynik zwycięzcy | Strata    | Zwycięzca           |
| ------- | --------- | ---- | ----------- | ------------------------ | --------------- | --------- | ------------------- |
| 32.     | 23 lutego | 2007 | Sapporo     | Sprint HS134/7,5 km      | 17:40,2         | +4:05,2   | Hannu Manninen      |
| 8.      | 25 lutego | 2007 | Sapporo     | Sztafeta HS134/4x5 km    | 49:14,9         | +5:17,7   | Austria             |
| 35.     | 3 marca   | 2007 | Sapporo     | Gundersen HS100/15 km    | 38:35,6         | +4:28,4   | Ronny Ackermann     |
| 27.     | 20 lutego | 2009 | Liberec     | Start masowy HS100/10 km | 276,0 pkt       | -58,5 pkt | Todd Lodwick        |
| 1.      | 26 lutego | 2009 | Liberec     | Sztafeta HS140/4x5 km    | 48:32,3         | -         | -                   |
| 23.     | 28 lutego | 2009 | Liberec     | Gundersen HS134/10 km    | 23:36,6         | +2:13,9   | Bill Demong         |
| 13.     | 2 marca   | 2011 | Oslo        | Gundersen HS134/10 km    | 25:31,6         | +2:23,5   | Jason Lamy Chappuis |
| 5.      | 4 marca   | 2011 | Oslo        | Sztafeta HS106/4x5 km    | 48:07,8         | +1:31,4   | Austria             |
| 17.     | 20 lutego | 2015 | Falun       | Gundersen HS100/10 km    | 26:38,9         | +1:17,3   | Johannes Rydzek     |
| 6.      | 22 lutego | 2015 | Falun       | Sztafeta HS100/4x5 km    | 44:20,7         | +1:11,5   | Niemcy              |
| 20.     | 26 lutego | 2015 | Falun       | Gundersen HS134/10 km    | 22:45,8         | +1:23,4   | Bernhard Gruber     |

### Mistrzostwa świata juniorów
| Miejsce | Dzień    | Rok  | Miejscowość | Konkurencja          | Wynik zwycięzcy | Strata  | Zwycięzca        |
| ------- | -------- | ---- | ----------- | -------------------- | --------------- | ------- | ---------------- |
| 8.      | 7 lutego | 2003 | Sollefteå   | Sztafeta K107/4x5 km | ?               | ?       | Niemcy           |
| 8.      | 9 lutego | 2003 | Sollefteå   | Sprint K107/5 km     | 14.02,6         | +3:00,4 | Björn Kircheisen |
| 21.     | 4 lutego | 2004 | Stryn       | Gundersen K90/10 km  | 26:06,3         | +5:28,1 | Petter Tande     |
| 11.     | 6 lutego | 2004 | Stryn       | Sztafeta K90/4x5     | 58:03,0         | +6.47,0 | Norwegia         |
| 25.     | 8 lutego | 2004 | Stryn       | Sprint K90/7,5 km    | 14:02,1         | +2:05,6 | Petter Tande     |

### Puchar Świata

#### Miejsca w klasyfikacji generalnej
- sezon 2006/2007: 50.
- sezon 2007/2008: 48.
- sezon 2008/2009: 29.
- sezon 2009/2010: 30.
- sezon 2010/2011: 31.
- sezon 2011/2012: 25.
- sezon 2012/2013: 14.
- sezon 2013/2014: 37.
- sezon 2014/2015: 19.
- sezon 2015/2016: 49.
- sezon 2016/2017: 40.
- sezon 2017/2018: 37.

#### Miejsca na podium
| Nr | Data          | Miejscowość | Konkurencja           | Wynik zwycięzcy | Pozycja | Strata  | Zwycięzca      |
| -- | ------------- | ----------- | --------------------- | --------------- | ------- | ------- | -------------- |
| 1. | 10 marca 2012 | Oslo        | Gundersen HS134/10 km | 28:48.7 min     | 3.      | +4.4 s  | Bryan Fletcher |
| 2. | 8 marca 2013  | Lahti       | Gundersen HS130/10 km | 24:48.2 min     | 3.      | +12.9 s | Eric Frenzel   |

### Puchar Kontynentalny

#### Miejsca w klasyfikacji generalnej
- sezon 2003/2004: 98.
- sezon 2005/2006: 22.
- sezon 2006/2007: 25.
- sezon 2007/2008: 8.

#### Miejsca na podium
| Nr | Data            | Miejscowość | Konkurencja                    | Wynik zwycięzcy | Pozycja | Strata  | Zwycięzca           |
| -- | --------------- | ----------- | ------------------------------ | --------------- | ------- | ------- | ------------------- |
| 1. | 11 marca 2006   | Vuokatti    | Sprint HS100/7.5 km            | ?               | 2.      | +1.2 s  | Florian Schillinger |
| 2. | 22 grudnia 2007 | Vuokatti    | Sprint huraganowy HS100/7.5 km | 20:46.2 min     | 3.      | +36.3 s | David Zauner        |

### Letnie Grand Prix

#### Miejsca w klasyfikacji generalnej
- 2009: 53.
- 2010: nie brał udziału
- 2011: 39.
- 2012: 11.
- 2013: 14.
- 2014: nie brał udziału
- 2015: 21.
- 2016: nie brał udziału
- 2017: 4. (24.)[9]